# 巨野河
巨野河，是位于中国山东省的一条河流。

## 概况
发源于济南市历城区的南部山地玉河泉，北流至杜张村西南，东巨野河由右岸注入。东巨野河发源于历城区鸡山南李家楼，北流入巨野河，河长13.5公里，流域面积96.1平方公里。巨野河又北流，在历城区鸭旺口东，由右岸注入小清河。巨野河河长46.8公里，流域面积376.8平方公里，河道平均比降77/1000。